# Ronja Egsmose
Ronja Maria Egsmose født 1987 er en dansk atlet. Hun er medlem af Københavns IF.
Egsmose deltog i IOAs session for unge 2009 og er medlem af Dansk Atletik Forbunds Børne- og ungdomsudvalg.
2012 blev hun tildelt European Athletics' bronze-certifikat på baggrund af sit frivillige arbejde i atletikken.

## Danske mesterskaber
- Sølv 2012 Femkamp inde
- Sølv 2007 Syvkamp 3199 point

junior
- Guld 2005 Syvkamp 3616 point
- Guld 2005 60 meter hæk 10.41